# Хипократ (Сиракуза)
Вижте пояснителната страница за други личности с името Хипократ.
Хипократ (на латински: Hippocrates; на старогръцки: Ἱπποκράτης; † 212 г. пр.н.е.) е древногръцки политик от Сиракуза. Той притежава сиракузко и картагенско гражданство.
През Втората пуническа война той заедно с Ханибал в Италия и през 215 г. пр.н.е. е изпратен заедно с брат му Епикид като посланик в неговата родина.
Той помага да се сключи съюзнически договор между Сиракуза и Картаген.
След убийството на военачалниците, чичо му Адранодорос и Темистос, двамата братя Хипократ и Епикид са избрани за техни наследници.
Хипократ поема командването на войска от 4000 души, от които вероятно 2000 са либийски или иберийски наемници, за да пази град Леонтинои. От Леонтинои той напада римската територия и се бие с войската на Апий Клавдий Пулхер. Римският политик Марк Клавдий Марцел изисква от Сиракуза да изгони двамата братя.
Пулхер и Марцел завладяват Леонтинои и двамата братя бягат в Хербесос. Хипократ завладява Сиракуза и е избран с брат му отново за генерал. Тогава Рим обсажда града. Хипократ с 10 000 пехотинци и 500 конници претърпява загуба против Марцел при Акрилае и скед това се събира с картагенската войска на Химилкон.
Една картагенска флота пристига в Сиракуза. През зимата разделен от Химилкон той прекарва в Моргантина. През 212 г. пр.н.е. Хипократ отива обратно при Епикид в Сиракуза. Опитите за битки с обсадителите са неуспешни и Хипократ умира от епидемия.